# 趙冠卿
趙冠卿（?—?），直隸省大名府清豐縣人，清朝政治人物、同進士出身。
光緒三年（1877年），参加丁丑科殿試，登進士三甲第91名。同年五月，經吏部掣簽，授即用知縣。